# Julio Ribera
Julio Ribera (Barcelona, 20 maart 1927 – Cognin, 27 mei 2018) was een Spaanse striptekenaar.
Ribera maakte tijdens zijn jeugd de Spaanse Burgeroorlog mee. Zijn vader stond aan de kant van de liberalen en verdiende zijn brood als autohandelaar. Ribera zelf verdiende in die jaren zijn kost als muzikant door in een jazzband te drummen en met het maken van illustraties. Hij was een liefhebber van Amerikaanse strips van Walt Disney, Raymond, Foster en Eisner.
Omdat er ten tijde van Franco in Spanje een strenge censuur heerste en Ribera naar meer vrijheid verlangde, verhuisde hij naar Frankrijk. In eerste instantie veranderde zijn werk niet veel, maar in 1972 kreeg hij de kans dingen te doen die hij echt leuk vond. Voor Dargaud tekende hij de soft-erotische horrorsatire Dracurella.
In 1974 kwam hij in contact met Christian Godard. Voor de net opgerichte uitgeverij Libraire Hachette startten zij samen met de serie Axel Moonshine, vagabond des Limbes, die inmiddels is uitgegroeid tot een imposante stripreeks.
Hij werd 91 jaar oud en overleed in Frankrijk.

## Werk
- Axel Moonshine, tekeningen,
- Les Cahiers de la Bande Dessinée (Schtroumpf), tekeningen,
- Dracurella, scenario, tekeningen
- La grande Manque, tekeningen
- Het Grote Schandaal, tekeningen
- Histoire de France en bandes dessinées, tekeningen
- Je suis un monstre, tekeningen
- La Jeunesse d'un inconnu célèbre, tekeningen
- Chroniques du Temps de la vallée des Glomes, tekeningen, 1991-1996
- Mon crayon et moi, scenario, tekeningen
- Montserrat, scenario, tekeningen, kleuren

- Bibsys: 11048395
- Bibliothèque nationale de France: cb11921787b (data)
- Gemeinsame Normdatei: 14044078X
- International Standard Name Identifier: 0000 0000 7689 8196
- Library of Congress Control Number: n85387890
- Nederlandse Thesaurus van Auteursnamen: 068064780
- Istituto Centrale per il Catalogo Unico: UBOV405096
- Système universitaire de documentation: 027097846
- Virtual International Authority File: 64011033